# Distrito de Capelo
El distrito de Capelo es uno de los diez que conforman la provincia de Requena, ubicada en el departamento de Loreto en el Nororiente del Perú. Su capital es la localidad de Flor de Punga.
Fue nombrado en memoria del ingeniero civil y sociólogo peruano Joaquín Capelo (1852-1928) quien se interesó en el desarrollo integral de la entonces aislada región amazónica, y la solución de sus problemas sociales, lo que lo llevó a ser uno de los fundadores de la Asociación Proindígena, que asumió la defensa de los pueblos nativos del Perú.
Desde el punto de vista jerárquico de la Iglesia católica forma parte del Vicariato Apostólico de Requena.